# Jalaiuda

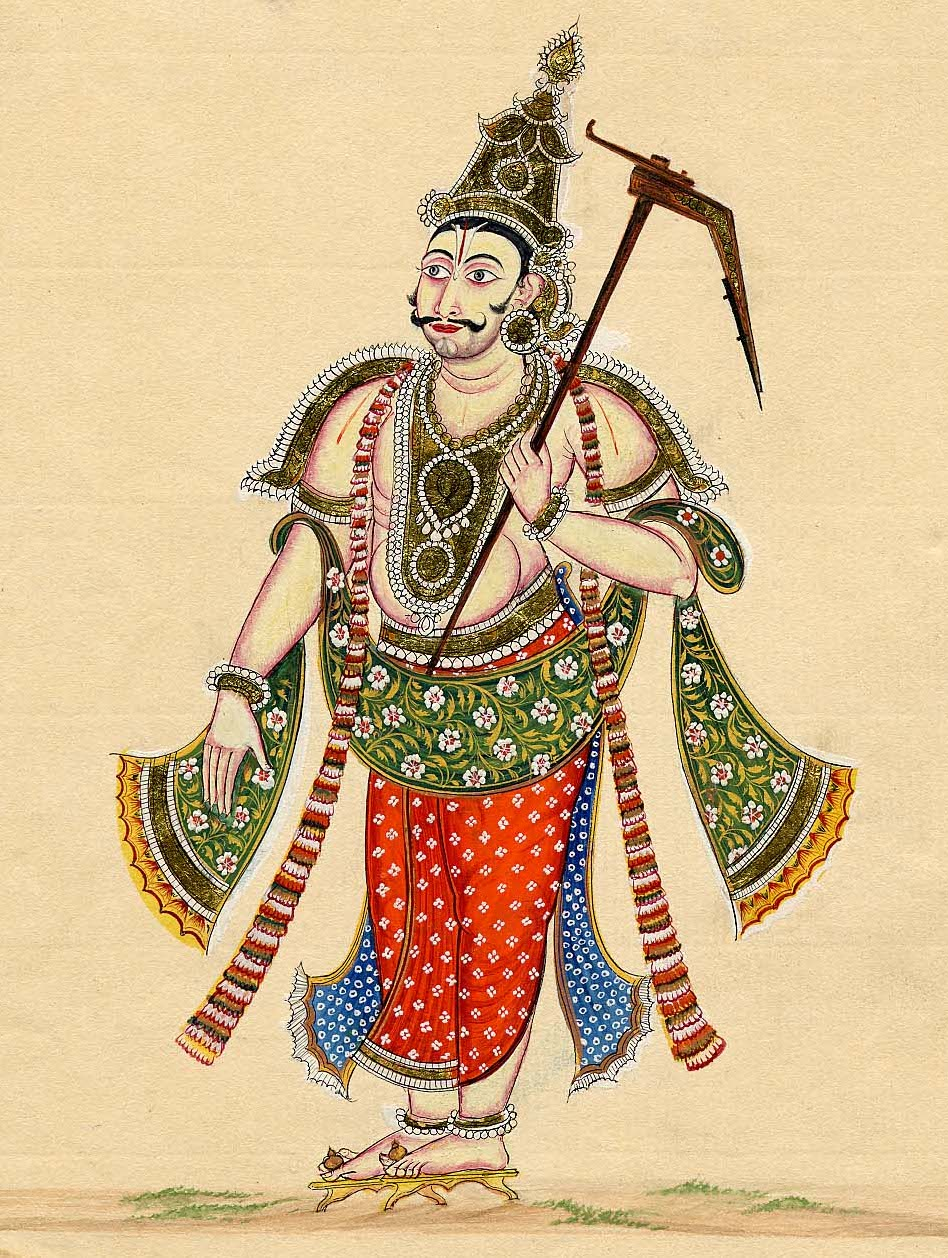
El dios agricultor Balarama Jalaiuda.

Jalaiuda es un nombre común en la India. Se refiere originalmente al dios agricultor Balarama, ‘que pelea [aiuda] con una azada [jala]’, y ―por extensión― se refiere también al dios Visnu y al dios Krisna.

## Nombre sánscrito
- halāyudha, en el sistema AITS (alfabeto internacional para la transliteración del sánscrito).[1]
- हलायुध, en escritura devanagari del sánscrito.[1]
- Pronunciación:
  - /jalaaiúdJa/ en sánscrito[1] o bien
  - /jolaiúdJ/ en varios idiomas modernos de la India (como el bengalí, el hindí, el maratí o el palí).
- Etimología: ‘armado con un arado’, nombre del dios Balarama.[1] Ese nombre no aparece en el Rig-veda (el texto más antiguo de la India, de mediados del II milenio a. C.) sino recién en el Majabhárata (texto épico-religioso del siglo III a. C.).
  - hala: ‘arado’
  - āyudha: ‘arma’

## Otros nombres
- Halāyudha Bhaṭṭa: nombre de un escritor indio.
- Halāyudha Miśra: nombre de un escritor indio.
- Halāyudha: nombre de un escritor indio.
- Halāyudha: nombre de un poeta indio, primer ministro del rey Laksman Sen.
- Halāyudha: nombre del autor indio del Abhidana-ratnamala.
- Halāyudha: nombre del autor indio del Purana-sarvasua.
- Halāyudha: matemático indio.

### El matemático Jalaiuda
Jalaiuda fue un matemático hinduista que vivió en la India en el siglo X y escribió el Mrita-sanyívani,
un comentario acerca del Chanda-sastra del matemático Pingala, que contiene una clara descripción del triángulo de Pascal, que él denomina meru-prastara.
El triángulo de Pascal fue descrito por primera vez por Pingala, hacia el 200 a. C.
En el siglo XI fue explicado por el matemático persa Omar Jaiám.
Hacia el 1280 fue explicado por Jalaiuda.
En 1303 fue descrito en las obras del matemático chino Chu Shin-Chien.
En 1654, el matemático francés Blaise Pascal (1623-1662) explicó varias de sus propiedades, por lo que un siglo después se le dio su nombre.